# Gare de Villeneuve-la-Guyard
Pour les articles homonymes, voir Gare de Villeneuve et Guyard.
La gare de Villeneuve-la-Guyard est une gare ferroviaire française de la ligne de Paris-Lyon à Marseille-Saint-Charles, située à proximité du centre bourg, sur le territoire de la commune de Villeneuve-la-Guyard, dans le département de l'Yonne, en région Bourgogne-Franche-Comté.
Elle est mise en service en 1849 par l'État français. C'est une gare de la Société nationale des chemins de fer français (SNCF) desservie, par des trains TER Bourgogne-Franche-Comté.

## Situation ferroviaire
Établie à 60 m d'altitude, la gare de Villeneuve-la-Guyard est située au point kilométrique (PK) 89,198 de la ligne de Paris-Lyon à Marseille-Saint-Charles, entre les gares de Montereau et de Champigny-sur-Yonne.

## Histoire

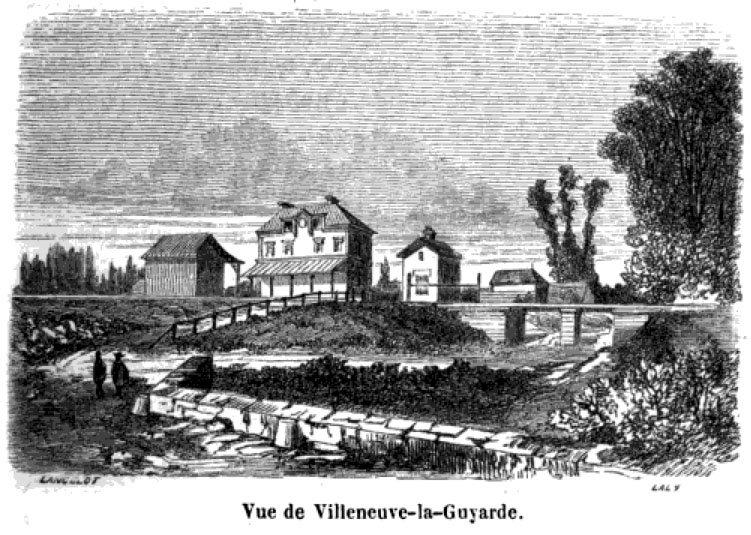
Dessin de la gare par Dieudonné Lancelot en 1854.

La création d'une station à Villeneuve-la-Guyard est incluse dans le tracé d'une section de la ligne de Paris à Lyon. Elle est construite par l'État lorsqu'il effectue les travaux du tronçon de Montereau à Tonnerre. Sa mise en service intervient le 12 août 1849, avec l'ouverture au trafic de la section de Paris à Tonnerre par l'État qui après avoir effectué les travaux rétrocède cette voie en 1852 à la Compagnie du chemin de fer de Paris à Lyon (PL). En 1854 la station est illustrée par une vignette dessinée d'après nature par Lancelot dans le guide-itinéraires de Paris à Lyon et à Troyes de Frédéric Bernard (voir image dans l'infobox). La station est présentée comme la 13e de la ligne, entre celle de Montereau et celle Pont-sur-Yonne, située à 90 km de Paris et 425 de Lyon. La commune comporte alors 1 900 habitants.
La gare entre, avec la ligne, dans le giron de la Compagnie des chemins de fer de Paris à Lyon et à la Méditerranée (PLM) lors de sa création en 1857.

## Service des voyageurs

### Accueil
Gare SNCF, elle dispose d'un bâtiment voyageurs, avec guichet, ouvert du lundi au samedi (fermé dimanche et fêtes), et est équipée de distributeurs automatiques de billets TER.

### Desserte
Villeneuve-la-Guyard est desservie par des trains TER Bourgogne-Franche-Comté qui circulent sur la ligne 16 entre Auxerre, Laroche - Migennes et la gare de Lyon à Paris.

### Intermodalité
Un parc pour les vélos et un parking pour les véhicules sont aménagés.